# Фієрі
Фієрі (алб. Fier або Fieri) — місто в центральній частині Албанії. Адміністративний центр однойменних області та округу. Фієрі знаходиться у 8 км від руїн стародавнього міста Аполлонія.

## Географія
Фієрі лежить у 15 км від Адріатичного моря.

### Клімат
Клімат міста класифікується як середземноморський зі спекотним літом (Csa за класифікацією Кеппена). Середньорічна температура складає 15,8 °C, сумарна кількість опадів — 901 мм. Опади випадають переважно взимку.
| Клімат Фієрі              | Клімат Фієрі | Клімат Фієрі | Клімат Фієрі | Клімат Фієрі | Клімат Фієрі | Клімат Фієрі | Клімат Фієрі | Клімат Фієрі | Клімат Фієрі | Клімат Фієрі | Клімат Фієрі | Клімат Фієрі | Клімат Фієрі |
| Показник                  | Січ.         | Лют.         | Бер.         | Квіт.        | Трав.        | Черв.        | Лип.         | Серп.        | Вер.         | Жовт.        | Лист.        | Груд.        | Рік          |
| Середній максимум, °C     | 10,8         | 12,0         | 15,2         | 18,8         | 23,1         | 27,7         | 30,6         | 31,2         | 25,8         | 21,4         | 16,7         | 12,0         | 20,4         |
| Середня температура, °C   | 6,5          | 7,6          | 10,4         | 14,0         | 18,4         | 22,9         | 25,5         | 25,8         | 21,1         | 16,8         | 12,5         | 8,0          | 15,8         |
| Середній мінімум, °C      | 3,1          | 3,7          | 5,9          | 9,1          | 13,3         | 17,6         | 20,0         | 20,4         | 16,8         | 12,9         | 9,0          | 4,8          | 11,4         |
| Норма опадів, мм          | 77           | 83           | 87           | 80           | 58           | 36           | 27           | 27           | 91           | 100          | 123          | 112          | 901          |
| Днів з дощем              | 7            | 7            | 7            | 8            | 6            | 4            | 3            | 3            | 7            | 7            | 8            | 9            | 76           |
| Вологість повітря, %      | 76           | 73           | 71           | 70           | 69           | 64           | 60           | 60           | 69           | 74           | 75           | 77           | 70           |
| ------------------------- | ------------ | ------------ | ------------ | ------------ | ------------ | ------------ | ------------ | ------------ | ------------ | ------------ | ------------ | ------------ | ------------ |
| Джерело: Climate-Data.org |              |              |              |              |              |              |              |              |              |              |              |              |              |

## Історія
Фієрі був утворений у XVIII столітті як купецьке місто.

## Промисловість та туризм
Фієрі є важливим промисловим містом і лежить на Gjanica, притоці річки Семан і оточений болотами. З сусіднім містом Патос, він є центром нафтової, бітумної та хімічної промисловості в Албанії. Фієрі є зручним місцем відпочинку для відвідувачів основних давніх міст Біліс і Аполлонії. Головними дорогами від центральної площі на південь до Вльори (35 км) і зі сходу до нафтового і промислового міста Патос (8 км).

## Населення
Як і більшість південних албанських регіонів, жителі Фієра в основному говорять на тоскському діалекті албанської мови. Населення змішано православне та мусульманське (типово південне албанське місто) — дані показують, що у 1918 році, відразу після здобуття незалежності від Османської імперії, Фієрі і навколишня сільська місцевість регіону Myzeqe утворила мажоритарний православний анклав, в якому мусульмани складали приблизно 35 % населення.

## Відомі уродженці
- Крістач Дамо (1933—2022) — албанський кінорежисер.
- Яков Дзодза (1923—1979) — албанський письменник.
- Йосиф Дробоніку (нар. 1952) — албанський художник.
- Беса (співачка) (нар. 1986) — албанська співачка.